# The New Classic
The New Classic é o álbum de estreia da rapper australiana Iggy Azalea, cujo lançamento ocorreu no dia 21 de abril de 2014, pela Virgin EMI e Island Def Jam. Azalea ganhou destaque depois de lançar sua primeira mixtape Ignorant Art e, posteriormente, se unindo com o rapper americano TI e sua gravadora, a Grand Hustle. Azalea mencionou pela primeira vez os planos de lançamento do álbum em dezembro de 2011 e depois de inúmeros atrasos e conflitos de gravadoras, Azalea, por fim, firmou um contrato com a gravadora Island Def Jam.
Antes de seu lançamento, o álbum contou com quatro singles; o primeiro, "Work", teve um bom desempenho comercial, estando dentro do top 20 das paradas britânicas. O segundo single, "Bounce", conseguiu êxito no Reino Unido, atingindo um pico de 13. O terceiro lançamento internacional, "Change Your Life", chegou ao número 10 no UK Singles Chart, tornando-se seu maior hit neste chart, além de aparecer nas tabelas da Austrália, Nova Zelândia e Estados Unidos. O quarto single lançado em promoção para o álbum foi "Fancy", que permaneceu no topo do Billboard Hot 100 por sete semanas, além de conseguir seis certificados de platina nos Estados Unidos e cinco na Austrália e Nova Zelândia. Foi seguido por "Black Widow", parceria com a cantora britânica Rita Ora, que teve seu clipe lançado em 13 de julho de 2014. No dia 4 de setembro de 2014, a rapper confirmou, através de sua conta no Twitter, que o álbum seria relançado, contando com cinco faixas novas, dentre elas uma parceria com a cantora Ellie Goulding.

## Antecedentes
Depois de lançar seu primeiro projeto musical, uma mixtape intitulada Ignorant Art (2011) e um videoclipe para uma canção intitulada "Pu$$y", que se tornou viral, Iggy Azalea teve destaque na indústria da música e tornou-se a primeira rapper feminina e não-americana a aparecer no top 10 anual da revista de hip hop XXL, a XXL Freshmen. O destaque fez com que se reunisse com executivos da gravadora Interscope Records, para negociar o seu contrato. Em uma entrevista concedida em dezembro de 2011, Azalea revelou o título do seu álbum de estreia, The New Classic, e revelou que tinha expectativa para lançá-lo no primeiro trimestre de 2012. Ela também afirmou que ela estaria assinando com uma grande gravadora "em breve, e uma vez resolvido, estabelecerei um excedente para toda a sonoridade e direção do álbum, eu vou poder conhecer o que os artistas fariam para uma cooperação dinâmica". Em outra entrevista, Azalea explicou o conceito por trás de título do seu álbum de estreia: "Acho que quando as pessoas pensam de um clássico, eles pensam em um disco do Nas ou um registro do Jay-Z, ou de The Chronic, o que faz algo clássico é quando você ouve aquilo e tem aquele momento de uma cápsula do tempo. Quando eu digo 'The New Classic', eu quero fazer um disco que dá aos fãs aquele momento que eles podem se lembrar onde estavam ao ouvirem isso".

## Desenvolvimento
"Eu acho que algumas pessoas pensam que eu sou uma anti-gravadora e eu não sou. Eu só queria assinar um contrato quando for a hora certa. Estou prestes a ser disparada de um foguete quando você não está pronta e as músicas e as imagens não estão lá. Eu acho que as gravadoras estão ignorando o desenvolvimento inteiro de um artista e você tem que se construir sozinho. Eu não estava pronta para fazer um álbum no ano passado, mas agora temos tido o nosso tempo correto, tudo está em harmonia."

—Azalea falando sobre sua posição em assinar com uma grande gravadora.
Em janeiro de 2012, Azalea anunciou via Twitter que tinha feito um acordo com Jimmy Iovine, resultando em seu contrato assinado com a Interscope Records. Azalea prosseguiu afirmando: "Interscope, se você quer saber [...] Acostume-se comigo + Jimmy quebrando essa m**da, porque esse é o plano". No entanto, nas semanas seguintes, ela anunciou à MTV News que o rapper americano T.I. entrou em contato para trabalhar com ela como produtor executivo de seu próximo álbum, apesar de T.I. afirmar mais tarde que era Azalea que lhe pediu para fazer parte do registro.
Ambos discutiram o seu encontro com a MTV News, em que Azalea alegou que ele estendeu a mão para trabalhar com ela, e Iggy "encontrou uma posição para ele", onde T.I. lembrou de sua primeira conversa em que ela lhe disse: "é muito inteligente de você para me chamar, porque eu vou estar esmagando merda por um bom tempo". Em março de 2012, T.I. anunciou que Iggy Azalea assinou com a Grand Hustle Records. Em maio de 2012, foi confirmado por T.I., na MTV, que Azalea não teve um acordo definido para lidar com a Grand Hustle Records, e foi descrito por T.I. como um "agente livre". Mais tarde foi revelado em entrevista que ela estava em negociações com outras gravadoras além da Interscope, possivelmente com a Def Jam (onde Bu Thiam, do qual originalmente fez uma oferta para assinar ela, é vice-presidente de A&R). Em entrevista à revista Interview, Azalea esclareceu o motivo de sua mudança da Interscope Records para a Grand Hustle Records, onde ela afirma a parceria com o grupo era "muito impessoal" e que tinha uma sensação de que "era um produto", e depois de conhecer T.I. ela sentiu que ele se importava e entendeu-a como uma artista de rap do que sua viabilidade comercial. Azalea preocupou-se que estava a cometer um erro em sua carreira e que a Interscope Records não iria apoiá-la, e ela sentiu que se assinou com a gravadora foi por motivos comerciais, e não artísticas.
Em 13 de fevereiro de 2013, foi anunciado que Azalea tinha assinado um contrato com a gravadora Mercury Records. Apesar de anunciar que ainda fazia parte da gravadora de T.I., foi então confirmado que ela havia assinado um contrato com a Island Def Jam Music Group, onde anunciou via Twitter: "Olá mundo. Eu assinei a Island Def Jam. Agora estou na Mercury Records (UK)/Island Def Jam (EUA), incrível!!!" Foi então que ela afirmou que seu contrato com a Interscope nunca foi finalizado e que ela só foi filiada à Grand Hustle Records, e Azalea esclareceu sua filiação com o selo dizendo: "Isso não significa que eu não estou na Hustle Gang. Guardá-lo. Continua na mesma. Ainda sobre o álbum na Hustle Gang. Amizade não requer contratos". Chris Anokute, vice-presidente sênior da Island Def Jam, depois que a acolheu para a gravadora escreveu no Twitter: "Parabéns Iggy. Você tem uma voz que precisa ser ouvida. Temos a sua volta". Em entrevista à revista Blare, Azalea explicou que a Island Def Jam fez sentir-se mais confiante como músico, e ela sentiu menos pressão deles como uma empresa.

## Singles
Azalea lançou "Work", como single comercial de estreia, em 17 de março de 2013. A canção, produzida por 1st Down e The Invisible Men, serve como primeiro single do álbum. Ela foi descrita como uma suave trap-meets-snap sobre Azalea, como um modelo que veio para a América em sua adolescência, antes de tentar sucesso no rap ("sem dinheiro / sem família / Dezesseis anos no meio de Miami"). Comercialmente, a música teve um bom desempenho, aparecendo dentro do top 20 de tabelas do UK Singles Chart e dentro das três primeiras posições da UK R&B Charts, como também na Austrália, Irlanda e Escócia. A canção também apareceu na Billboard Hot R&B/Hip-Hop Songs, chegando ao número 35. O videoclipe para a canção foi gravado na última semana de fevereiro de 2013 e estreou em 13 de março, no VEVO. Em 17 de julho de 2013, a MTV anunciou que o videoclipe da faixa de Azalea foi nomeada para a categoria "Artist to Watch" no MTV Video Music Awards 2013.
O segundo single do álbum, "Bounce", estreou na BBC Radio 1 em 26 de abril de 2013. A canção foi lançada para download digital em 24 de maio de 2013. O videoclipe de "Bounce" foi filmado em abril de 2013 em Mumbai e estreou em 6 de maio de 2013, no VEVO. O vídeo, que foi dirigido por BRTHR Films, tem uma temática Bollywood. "Bounce" serve como o segundo single do álbum na Europa e na Austrália, enquanto "Change Your Life" foi lançado como o segundo single na América do Norte. A canção alcançou o número 13 no UK Singles Chart. "Bounce" também recebeu críticas positivas dos críticos, que consideraram a música mais comercial de Azalea até a data.
Em uma entrevista concedida em maio de 2013, com a Rap-Up, depois de Azalea revelar que não assinou contrato com a Grand Hustle Records, ela anunciou seu terceiro single do álbum, que seria intitulado "Change Your Life", com a parceria do chefe do selo, T.I.. "Change Your Life" estreou na BBC Radio 1Xtra em 19 de agosto de 2013. Mais tarde, foi lançado via download digital em 13 de outubro. A canção chegou ao número 10 no UK Singles Chart, tornando-se seu maior hit neste chart.
Em 5 de dezembro de 2013, uma música não finalizada de Azalea com o título de "Leave It" e a descrição "produzida por DJ Mustard" vazou na internet. Azalea revelou mais tarde a canção foi, de fato, produzida por The Invisible Men, que colaborou em todo o seu álbum. Em 5 de fevereiro de 2014, Azalea anunciou que iria lançar um novo single intitulado "Fancy", com a artista musical britânica Charli XCX, na mesma semana. A canção foi lançada na BBC Radio 1 Xtra no dia seguinte. Após a estreia da canção, foi revelado que "Fancy" era a canção que vazou com o nome de "Leave It". Em 17 de fevereiro de 2014 a canção foi lançada para as rádios urban contemporary do Reino Unido, servindo como o quarto single do álbum. O videoclipe de "Fancy", inspirado no filme de comédia americana Clueless (1995) foi lançado em 4 de março.
Em 26 de fevereiro de 2014, em uma entrevista a uma estação de rádio de Los Angeles, Azalea revelou que o próximo single do álbum seria uma canção escrita por ela e a cantora Katy Perry, com um artista feminina que não foi revelada, até o lançamento da tracklist oficial em 10 de março de 2014, onde constava o nome de Rita Ora na música "Black Widow". Após a estreia do disco, a canção foi confirmada como single, e teve seu clipe divulgado em 8 de julho de 2014.

## Lista de faixas
A lista de faixas para o álbum foi anunciada em 9 de março de 2014. A edição padrão tem 12 faixas, enquanto a edição deluxe contém três faixas bônus.
| Edição padrão  |                               |                                                                                                |                              |         |  |
| N.º            | Título                        | Compositor(es)                                                                                 | Produtor(es)                 | Duração |  |
| 1.             | "Walk the Line"               | Amethyst Kelly Kurtis Mckenzie George Astasio Jon Shave Jason Pebworth Jon Turner              | The Invisible Men The Arcade | 3:38    |  |
| 2.             | "Don't Need Y'all"            | Turner Jon Mills Shave Pebworth Astasio Kelly                                                  | The Invisible Men The Arcade | 3:33    |  |
| 3.             | "100" (com Watch The Duck)    | O. White J. Rankins E. Smith III J. Wells                                                      | Watch The Duck               | 4:09    |  |
| 4.             | "Change Your Life" (com T.I.) | Kelly Clifford Harris Raja Kumari Nasri Atweh Adam Messinger Lovy Longomba Natalie Sims        | The Messengers               | 3:40    |  |
| 5.             | "Fancy" (com Charli XCX)      | Kelly Charlotte Aitchison Astasio Pebworth Shave Mckenzie                                      | The Invisible Men The Arcade | 3:19    |  |
| 6.             | "New Bitch"                   | Shave Sims Pebworth Astasio Joey Dyer Kelly                                                    | The Invisible Men Dyer       | 3:37    |  |
| 7.             | "Work"                        | Kelly Sims Markous Roberts Pebworth Astasio Shave                                              | 1st Down The Invisible Men   | 3:43    |  |
| 8.             | "Impossible Is Nothing"       | Mills Kelly Mckenzie Dyer Astasio Shave Pebworth Gabriel Yared                                 | The Invisible Men The Arcade | 3:10    |  |
| 9.             | "Goddess"                     | Shave Pebworth Astasio Turner Kelly Mills Frank Farian                                         | The Invisible Men The Arcade | 3:10    |  |
| 10.            | "Black Widow" (com Rita Ora)  | Tor Erik Hermansen Mikkel Storleer Eriksen Benjamin Levin Katy Perry [ 36 ] Sarah Hudson Kelly | StarGate                     | 3:29    |  |
| 11.            | "Lady Patra" (com Mavado)     | Mavado Shave Turner Pebworth Astasio Kelly Mckenzie Rock City Daler Mehndi                     | The Invisible Men The Arcade | 3:56    |  |
| 12.            | "Fuck Love"                   | Turner Mills Rock City Shave Pebworth Astasio Kelly                                            | The Invisible Men The Arcade | 2:39    |  |
| Duração total: | Duração total:                | Duração total:                                                                                 | Duração total:               | 51:11   |  |

| Faixas bônus da edição deluxe |               |                                                                                         |                                 |         |  |
| N.º                           | Título        | Compositor(es)                                                                          | Produtor(es)                    | Duração |  |
| 13.                           | "Bounce"      | Mark Orabiyi Oladayo Olatunji Sims Kelly Mark Hadfield Mike Di Scala Jochem George Paap | Reeva & Black                   | 2:47    |  |
| 14.                           | "Rolex"       | Kelly Astasio Pebworth Shave Mckenzie                                                   | The Invisible Men The Arcade    | 3:23    |  |
| 15.                           | "Just Askin'" | Shave Sims Pebworth Astasio Kelly Ryan Woodcock Roberts                                 | The Invisible Men WoodysProduce | 2:58    |  |

| Faixas bônus da edição das lojas Best Buy |                                      |                                                    |                                          |         |  |
| N.º                                       | Título                               | Compositor(es)                                     | Produtor(es)                             | Duração |  |
| 16.                                       | "Fancy (GTA Remix)" (com Charli XCX) | Kelly Aitchison Astasio Pebworth Shave Mckenzie    | The Invisible Men The Arcade GTA (remix) | 4:12    |  |
| 17.                                       | "Bounce (Jester Remix)"              | Orabiyi Olatunji Sims Kelly Hadfield Di Scala Paap | Reeva & Black Jester (remix)             | 2:40    |  |

## Desempenho nas paradas
| Parada (2014)                       | Melhor posição |
| ----------------------------------- | -------------- |
| Canadá (Billboard)                  | 2              |
| Países Baixos (Dutch Charts)        | 58             |
| Irlanda (IRMA)                      | 13             |
| Nova Zelândia (RMNZ)                | 3              |
| Escócia (Official Scottish Albums)  | 6              |
| Reino Unido (UK Albums Chart)       | 5              |
| Reino Unido (UK R&B Albums Chart)   | 1              |
| Estados Unidos (Billboard 200)      | 3              |
| US Billboard Top R&B/Hip-Hop Albums | 1              |
| US Billboard Top Rap Albums         | 1              |

## Histórico de lançamento
| País           | Data                | Formato             | Gravadora                         | Ref.                 |
| -------------- | ------------------- | ------------------- | --------------------------------- | -------------------- |
| Reino Unido    | 21 de abril de 2014 | Download digital CD | Virgin EMI Records Island Def Jam | [ 49 ] [ 50 ]        |
| Estados Unidos | 22 de abril de 2014 | Download digital CD | Virgin EMI Records Island Def Jam | [ 51 ] [ 52 ]        |
| União Europeia | 23 de abril de 2014 | Download digital CD | Virgin EMI Records Island Def Jam | [ 53 ] [ 54 ] [ 55 ] |
| Austrália      | 25 de abril de 2014 | Download digital CD | Virgin EMI Records Island Def Jam | [ 56 ] [ 57 ]        |